# 汤鹤铁路

汤鹤铁路，是一条位于河南省汤阴县和鹤壁市境内的铁路，线路全长约35公里，由郑州铁路局汤鹤支线公司运营。汤鹤铁路主要为鹤壁市鹤山区的各个煤矿提供煤运服务，兼顾少量客运。
汤鹤支线公司设运营车间、货运车间、综合车间。

## 线路
目前全线共设汤阴、鹤壁北、九矿3座车站。汤鹤铁路自京广铁路汤阴站引出，向西北方向经时丰至鹤壁北站，正线全长20.7km。采用II级工业专用线标准。限制坡度上行40‰，下行12‰，最小曲线半径350米，到发线有效长度950m，桥梁荷载等级为中-22级，桥墩台荷载等级为中-26级。
鹤壁集镇最终到达鹤煤九矿。瓦日铁路鹤壁时丰站与既有汤鹤支线SDH10+820至SDK13+297公里处线路段重合，新建汤鹤上行疏解线，经既有汤鹤支线拨接引入，经羑河大桥进入新建鹤壁时丰站，出站后跨越车站正线经新建赖家河中桥由拨接引入原既有汤鹤支线完成过渡。

## 历史
1954年鹤壁矿区委托铁道部第四设计院勘察设计汤阴站至鹤壁北站的准轨铁路，1956年3月完成；1956年4月17日动工建设。采用建设型蒸汽机车牵引，设计速度55km/h。1957年8月31日竣工。正线铺轨20.7km，站线铺轨7.2km，采用48公斤旧轨。路基土石方54万立方米，中桥2座，小桥6座，涵洞27座，房屋4455平方米，通讯线路46.9对公里，车站一处。采用路签闭塞。总投资420万元。1957年9月验收，质量良好，K0+000～K19+361移交郑州铁路局管理。1957年10月1日正式通车运营。
1960年经铁道部批准，在鹤壁北站向南延伸的煤矿专用线山城区大胡村北设立鹤壁南站。
2001年组建为汤鹤支线公司，由郑州铁路局直管。2015年5月19日,正式更名为安阳车务段。

## 鹤壁矿区铁路专用线
1956年4月开始兴建从鹤壁北站通向鹤壁矿务局各煤矿的专用线：
- 西线：通往一矿，1957年开通，距北站1.76km
- 北线：
  - 四矿，1959年开通，距北站2.9km
  - 九矿，1966年开通，距四站5.8km
- 南线：
  - 二矿，1958年开通，距北站3.7km
  - 三矿，1958年开通，距北站4km
  - 五矿，1960年开通，距北站5.6km
  - 六矿，1964年开通，距北站8.5km
  - 八矿，1960年开通，距北站12.19km

由鹤壁矿务局铁路工区负责运营。